# Tarenna keyensis
Tarenna keyensis là một loài thực vật có hoa trong họ Thiến thảo. Loài này được Valeton miêu tả khoa học đầu tiên năm 1925.